# Bartłomiej Ciepiela
Bartłomiej Ciepiela (Tarnów, Polonia, 24 de mayo de 2001) es un futbolista polaco que juega de centrocampista en el Znicz Pruszków de la I Liga de Polonia.

## Carrera
Después de pasar más de cinco años jugando en las categorías inferiores del Igloopol Dębica, Bartłomiej Ciepiela firmó por la academia juvenil del Legia de Varsovia en la temporada 2016/17. En la campaña 2019/20 representó los colores de Stal Stalowa Wola en la II Liga, estando cedido en el club de Subcarpacia hasta final de temporada. El centrocampista polaco acompañó al plantel principal del Legia durante la pretemporada en Leogang (Austria), debutando con el primer equipo el 29 de agosto de 2021 en la derrota por 1-0 contra el Wisła Cracovia. El 7 de diciembre de 2021 prolongó su contrato con la entidad varsoviana hasta 2024.
Después de una temporada discreta con el club, Ciepiela volvió a marcharse cedido, esta vez al Stal Mielec. Tras el final de la temporada, regresó a Varsovia, iniciando los preparativos para la nueva campaña con el Legia. No obstante, la llegada de Patryk Kun y Juergen Elitim para ocupar el centro del campo, así como la presencia de otros canteranos asentados en el primer equipo como Igor Strzałek, forzaron nuevamente su salida del club, por lo que recaló en calidad de préstamo en el Apklan Resovia Rzeszów de la I Liga de Polonia hasta junio de 2024. Ciepiela encadenó una tercera cesión consecutiva para la campaña 2024-25, en esta ocasión uniéndose a la plantilla del Znicz Pruszków, nuevamente en la segunda división polaca, hasta junio de 2025. Terminada la temporada, el Znicz decidió aplicar la cláusula de compra por el jugador por una cantidad no revelada.